# Mai 1764
Cette page présente les faits marquants du mois de mai 1764.

## Événements
- Mai : début du règne du manicongo Alvaro IX au Congo[1].
- 7 mai : début de la Diète de convocation